# Przezwody (Sandomierz)
Pour les articles homonymes, voir Przezwody.
Przezwody est une localité polonaise de la gmina de Wilczyce, située dans le powiat de Sandomierz en voïvodie de Sainte-Croix.